# Taixue
La Taixue 太学, (morph. très grande.école) « École impériale » ou « Université nationale » a été la plus haute institution éducative de la Chine impériale, installée dans chaque capitale des dynasties successives, durant deux millénaires. 
Crée officiellement en 124 av. J.-C., initialement conçue comme un centre de formation des élites administratives, elle joua un rôle clé dans la centralisation de l'État et la diffusion des valeurs confucéennes. Pendant la dynastie Tang (618–907), elle fut intégrée à l'Académie impériale, la Guozijian 国子监, et devint une composante essentielle du système éducatif impérial. Sa fonction évolua au fil des dynasties : de principal lieu de formation des futurs fonctionnaires, elle devint un symbole de prestige et un outil pour sélectionner les meilleurs candidats aux examens impériaux (keju 科举) et en particulier du Jinshi.
Son influence déclina avec la montée des académies privées (shuyuan 书院) et la modernisation de la Chine à la fin de la dynastie Qing (1644–1912). Après 2 029 ans d'exercice, la Taixue disparut avec l’abolition des examens impériaux en 1905, mais elle reste un symbole marquant de l’éducation et de l'administration confucéennes. Il est possible qu’elle détienne le record mondial de durée d’existence pour une institution éducative supérieure ayant fonctionné de manière presque continue. En 1898, fut créée l’Université impériale de Pékin (Jingshi Daxuetang 京师大学堂) qui deviendra l’université de Pékin (Beijing daxue 北京大学) moderne. Beijing Daxue s’est établie comme une institution moderne dès sa fondation, sans lien administratif ou structurel avec la Taixue ou la Guozijian.
Les étudiants de la Taixue, appelés shengyuan 生员 ou xuesheng 学生, provenaient principalement des familles de lettrés ou de fonctionnaires et incarnaient l’élite intellectuelle et morale de l’empire chinois. Ils étaient formés pour devenir les piliers de l'administration impériale, jouant un rôle crucial dans la centralisation et la stabilité de l'État, tout en symbolisant l'ascension sociale et l'importance de l'éducation confucéenne.

## Histoire
Sous la dynastie Zhou, le terme de Taixue désignait déjà des grandes écoles centrales telles que la Biyong 辟雍. Le classique confucéen de la période des Royaumes combattants, le Da Dai Li Ji 大戴礼记, indique « L’empereur entre dans la Taixue pour recevoir l’enseignement des maîtres ».

### Sous ladynastie Han漢 / 汉 (-206, +220)
En 124 av. J.-C., l'empereur Han Wudi 汉武帝, qui avait adopté le confucianisme comme doctrine d'État, fonda la Taixue pour former les fonctionnaires impériaux selon les idéaux confucéens, centrés sur la morale, la loyauté et l’ordre. Avant cette époque impériale, l'enseignement ne relevait que de la sphère privée. L’érudit confucéen Dong Zhongshu 董仲舒 (179-104 av. J.-C.) suggéra la création d’une université nationale (publique) dans la capitale Chang'an 長安 / 长安 où des érudits spécialisés (boshi 博士 « professeurs ») enseigneraient les  Cinq Classiques confucéens.
La Taixue était située à proximité du Palais impérial, dans la capitale des Han occidentaux 西漢 (de -206 à +9), nommée Chang'an (actuelle Xi'an 西安), le centre politique, économique et culturel de l’empire. Au début, il n’y avait qu’une cinquantaine de personnes à l’Université nationale, en comptant à la fois les professeurs et les étudiants. Jusqu’à la fin des Han occidentaux (en l’an 8), le nombre d’étudiants et de disciplines majeures enseignées n’ont cessé d’augmenter. À la fin des Han occidentaux, il y avait déjà 3 000 étudiants inscrits à l’université.

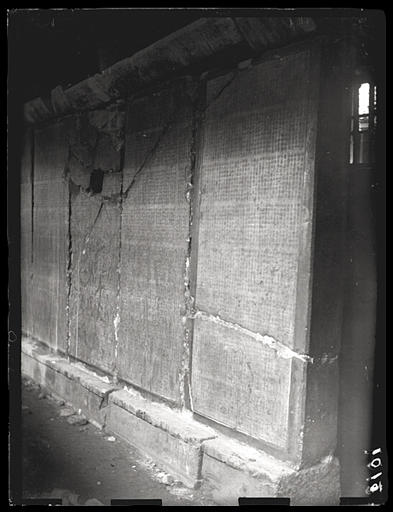
Les Classiques sur pierre de Kaicheng (shijing 石经), gravés en 837 et photographiés en 1907 par Édouard Chavannes à Xi’an

Après le déplacement de la capitale de Chang'an à Luoyang 洛阳 sous les Han orientaux (Dong Han 東漢, de +25 à +220), la Taixue fut également relocalisée dans cette nouvelle capitale. En l’an 126, les bâtiments de l’Université ont été considérablement agrandis pour recevoir jusqu’à 30 000 étudiants (nommés taixuesheng 太學生 ou shengyuan 生員). La version orthodoxe des Classiques confucéens fut gravée sur des dalles de pierre qui furent érigées en l’an 175 dans le complexe universitaire. Sous le nom de Xiping Shi Jing 熹平石經 « Classiques en pierre de Xiping », elle servit d’original pour les copies à diffuser dans tout l’empire.
Les fonctionnaires lettrés, étaient recrutés par le système de recommandation (chaju zh:察举), par lequel des candidats vertueux et compétents étaient sélectionnés localement pour occuper des postes dans l’administration centrale ou provinciale. Souvent issus de la Taixue (太学) ou d’autres institutions éducatives confucéennes, leur formation reposait sur les principes du confucianisme, centrés sur la morale, la loyauté et l'ordre.
Face à eux se dressa le nouveau pouvoir des eunuques (huànguān 宦官), souvent issus de milieux modestes, qui accédaient à leurs postes grâce à leur proximité avec l’empereur, sans suivre les mêmes processus éducatifs ou méritocratiques. Les eunuques, utilisaient leur influence personnelle sur l’empereur pour contrôler les affaires d’État, ce qui était souvent perçu comme de la corruption.
Les ingérences des eunuques dans la gestion administrative provoquèrent des rivalités ouvertes, voire des conflits violents avec les fonctionnaires lettrés. C’est le cas notamment, de la série de purges politiques orchestrées sous la dynastie des Han Orientaux (25–220) par la faction des eunuques visant principalement les lettrés confucéens et notamment les hauts fonctionnaires, événement connus sous le nom de « Persécution des Partisans » (Dǎnggù zhī huò 党锢之祸). Les Partisans comprenaient des professeurs, des étudiants et des fonctionnaires liés à la Taixue, qui était un bastion de l'enseignement confucéen et de l'opposition morale à la corruption des eunuques. Les eunuques, étant constamment proches de l’empereur, devenaient souvent ses conseillers de confiance. Cela leur permettait d’intervenir dans les affaires d’État et de saper l’influence des fonctionnaires civils confucéens. En 166, les eunuques convainquirent l'empereur Han Huan Di de décréter une chasse aux sorcières contre les Partisans. Plus de 1 000 professeurs, étudiants et fonctionnaires associés à la Taixue furent arrêtés, emprisonnés, et dans certains cas, exécutés. Une deuxième purge majeure eut lieu en 169, sous le règne de l'empereur Han Ling Di (汉灵帝, r. 168–189), lorsque les eunuques intensifièrent leur répression contre les Partisans. Cette fois, les lettrés furent encore plus durement touchés, et la persécution s’étendit au-delà de la Taixue,.
La Taixue resta à Luoyang sous la dynastie Jin de l'Ouest (Xi Jin 西晉 265-316). Elle avait au moins 3 000 étudiants inscrits (ou même 7 000) . Sous la dynastie Jin de l'Est (dong Jin 東晉 317-420), la Taixue fut installée à Jiangkang 建康 (actuelle Nankin) puis sous les Sui (581-618), elle fut installée dans la capitale Chang'an (actuelle Xi'an).
Durant la période de désintégration de la fin des Han au début des Sui-Tang, la Taixue réussît malgré l'instabilité politique à maintenir son activité. 

### Sous ladynastie Tang(618-907)
Ue nouvelle institution éducative, la Guozijian 国子监 l’« Académie impériale » fut créée comme organisme administratif supervisant l’ensemble du système éducatif public. Elle abritait également d'autres écoles affiliées, comme la Guoxue (国学) et la Sishuxue (四书学). La Taixue était le centre d’enseignement principal de la Guozijian, axé sur la préparation des étudiants aux examens impériaux, en particulier au niveau du « doctorat impérial », le Jinshi.

### Sous ladynastie Song(960-1279)
Devant la pression des Jin 金, la cour impériale doit quitter la capitale du Nord, Bianjing (l’actuelle Kaifeng) pour se réfugier au Sud, à Lin’an (l’actuelle Hangzhou). La Taixue établit dans la capitale des Song du Nord déménage alors dans la capitale des Song du Sud, tout en maintenant les mêmes principes éducatifs. 
En 1044, sous la dynastie Song, il y a eu une réorganisation significative de la Taixue. En raison de l'augmentation du nombre d'étudiants, la Guozijian ne pouvait plus accueillir tous les étudiants, l'empereur Renzong approuva la transformation du Xiqingyuan 锡庆院 en Taixue, permettant ainsi à une nouvelle génération d'étudiants plus nombreuse, y compris ceux de rang inférieur et à des roturiers, d'accéder à cette institution prestigieuse. L’université est passée de 200 étudiants en 1051 à 2 400 étudiants en 1079 et a été restructurée en trois salles : extérieure (waishe 外舍), intérieure (neishe 内舍) et supérieure (shangshe 上舍). Les étudiants passaient de l’une à l’autre et, après l’obtention de leur diplôme, ils étaient qualifiés pour le poste de fonctionnaire.
La Taixue se concentra sur l’enseignement des classiques confucéens et la formation académique destinée aux étudiants méritants, notamment des roturiers talentueux, alors que la Guozijian, en plus d’offrir ses propres programmes éducatifs supervisait l’administration de l’éducation nationale. Les étudiants externes (wàishěshēng 外舍生) admis par examens formaient le groupe le plus nombreux. Les étudiants internes (neishesheng 内舍生), sélectionnés parmi les externes, avaient un statut supérieur et un accès plus direct aux promotions. Ils résidaient dans des dortoirs à l’intérieur de la Taixue. Enfin la catégorie des étudiants d’élite shangshesheng 上舍生 étaient les meilleurs étudiants, dispensés des examens préliminaires pour devenir fonctionnaires. Les étudiants internes et d’élite devaient résider dans l’enceinte de la Taixue. Ils devaient résider sur place pendant plusieurs années, suivant un emploi du temps strict, rythmé par des signaux (comme ceux des tambours) pour les activités quotidiennes.
La Taixue perdit peu à peu son autonomie, devenant une composante subordonnée de la Guozijian.

### Sous lesYuan(1271–1368) et lesMing(1368-1644)
La Guozijian absorba définitivement les fonctions de la Taixue. Elle cessa alors d’exister en tant qu’institution séparée mais le terme de Taixue a continué à être utilisé symboliquement jusqu’à la fin de l'ère impériale.
Après les troubles de la dynastie Yuan, l’empereur Ming Taizu (朱元璋, r. 1368–1398) ordonna la restauration des infrastructures éducatives, y compris de la Taixue, dans la capitale de Nankin. Après avoir déplacé la capitale à Pékin, l’empereur Yongle (永乐帝, r. 1402–1424) rétablit une nouvelle Guozijian dans cette ville, intégrant également une Taixue dans le complexe.

### Sous lesQing(1644-1912)
La Guozijian et donc la Taixue jouait un rôle central dans la formation directe des fonctionnaires. Le système des examens impériaux était devenu la principale voie d’accès aux postes de la fonction publique, et les candidats se formaient de plus en plus dans des académies privées (shuyuan 书院) ou à domicile. Lors de la Réforme des Cent Jours en 1898, l’éducation et les fonctions administratives de la Guozijian ont été principalement remplacées par l’Université de la capitale impériale (également traduite par Université impériale de Pékin), qui est devenue plus tard l’Université de Pékin (Beijing daxue 北京大学) moderne. En 1905, la Guozijian fut fermée, marquant un point final au destin de l’Université confucéenne.
L'utilisation de Daxue (大学) pour désigner les universités modernes marque une rupture avec le système éducatif confucéen tout en rendant hommage à son héritage culturel et historique de la Taixue.

## Fonctions et programmes d'étude
La fondation de la Taixue à Chang’an en 124 av. J.-C. marqua une étape cruciale dans l'intégration du confucianisme comme doctrine d'État et influença grandement les systèmes éducatifs des dynasties ultérieures.
Sous les dynasties Jin, une distinction fut introduite entre la Taixue, ouverte à un large public, incluant des roturiers talentueux et la Guozi Xue 国子学, réservée aux fils de l’aristocratie et des hauts fonctionnaires. Ces deux institutions étaient administrées par un responsable commun, le Guozi Jijiu (祭酒, sacrificateur principal).
Origine sociale des étudiants
Les étudiants de la Taixue étaient appelés shengyuan 生员 ou xuesheng 学生. Ils provenaient souvent des familles de lettrés ou de fonctionnaires locaux.
Certains étudiants brillants issus de milieux modestes pouvaient être recommandés par des administrateurs locaux. Le système de recommandation (chaju 察举) permettait aux fonctionnaires locaux de sélectionner des candidats talentueux pour la Taixue.
Après la formation du système des examens impériaux (keju 科举) au VIIe siècle, la sélection des fonctionnaires se fit par des examens publiques qui se voulaient aussi impartiaux que possible, et qui permettaient en principe un recrutement des fonctionnaires au mérite. Ce fut une innovation remarquable dans l'histoire mondiale qui fascinait les penseurs et réformateurs européens à partir du XVIIe siècle, notamment grâce aux récits des missionnaires jésuites en Chine, comme Matteo Ricci ou Jean-Baptiste Du Halde. Le recrutement des fonctionnaires par des examens impartiaux a été adopté en Europe principalement à partir du milieu du XIXe siècle.
Le programme d'étude
Le programme d'étude était centré sur les classiques confucéens, notamment :
- Sous les Han (de -206 à +220) : le progragramme de la Taixue était principalement basé sur les Cinq Classiques (Wujing五经) :
1. Le Classique des mutations (YIjing 易经), 2. Le Classique des documents (Shujing 书经), 3. Le Classique des rites (Lijing 礼记), 4. Le Classique des vers (Shijing 诗经), 5. Les Annales des Printemps et Automnes (Chunjiu 春秋). La lecture et la mémorisation des textes, ainsi que leur interprétation morale et politique, étaient au cœur du programme.
- Sous les Tang (618-907) : le programme comportait en plus l’étude des commentaires classiques, notamment ceux de Kong Yingda (孔颖达), un érudit confucéen influent. La Taixue joua un rôle central dans la préparation des Examens impériaux. Les examens continuaient à être basés sur la maîtrise des Cinq Classiques, et la Taixue jouait un rôle central dans leur préparation.
- Sous les Song (960-1279) : en complément des Cinq Classiques furent introduits les Quatre Livres (Sishu 四书) au programme. Ils comprenaient

1. Les Entretiens de Confucius (Lúnyǔ 论语)
2. Le Mencius de Mencius (Mengzi 孟子)
3. La Grande Étude (Daxue 大学) attribué à Confucius et d’un commentaire
4. Zhong Yong 中庸 attribué à Confucius
Ces textes, accompagnés des commentaires de Zhu Xi (朱熹), devinrent progressivement le fondement des examens impériaux et du programme de la Taixue. La formation comprenait une introduction à la rédaction en huit parties (Baguwen 八股文), un format structuré de dissertation utilisé pour les examens. Le programme se focalisait sur l’éthique, la cosmologie et la gestion administrative, intégrant les interprétations néo-confucéennes de Zhu Xi.

- Sous les Ming (1368-1644) : les Quatre Livres prirent une place centrale dans le programme de la Taixue, tandis que les Cinq Classiques restaient étudiés comme textes de référence. L’objectif principal des étudiants de la Taixue était de réussir les examens impériaux. Le programme était structuré pour développer leur maîtrise des textes classiques, des dissertations, et des analyses politiques. Sous l’influence des besoins administratifs croissants, des matières comme la géographie, les mathématiques, et la comptabilité furent brièvement introduites pour répondre aux exigences de l’administration fiscale et logistique.
- Sous les Qing (1644-1912) : Le programme de la Taixue était presque entièrement consacré à la mémorisation, à l’interprétation et à l’application des Quatre Livres et des Cinq Classiques ainsi que l’étude du format des baguwen. Avec l’établissement d’un département de mathématiques et d’astronomie à la Guozijian, des matières pratiques furent introduites, mais elles restaient marginales par rapport au programme confucéen.